# توماس أودي كوتي
توماس أودي كوتي (بالهولندية: Thomas Oude Kotte)‏ (20 مارس 1996 بآبلدورن في هولندا - ) هو لاعب كرة قدم هولندي في مركز الدفاع.

## روابط خارجية
- توماس أودي كوتي على موقع قاعدة بيانات كرة القدم.إي يو (الإنجليزية)
- توماس أودي كوتي على موقع Soccerway.com (الإنجليزية)
- توماس أودي كوتي على موقع عالم كرة القدم.نت (الإنجليزية)